# Tir aux Jeux olympiques d'été de 1964
Navigation
Rome 1960 Mexico 1968
Six épreuves de tir sportif sont disputées à l'occasion des Jeux olympiques d'été de 1964. Les tireurs américains terminent à la première place du classement des médailles.

## Tableau des médailles
| Rang | Pays             | Médaille d'or | Médaille d'argent | Médaille de bronze | Total |
| 1    | États-Unis       | 2             | 2                 | 3                  | 7     |
| 2    | Finlande         | 2             | 0                 | 0                  | 2     |
| 3    | Hongrie          | 1             | 0                 | 1                  | 2     |
| 4    | Italie           | 1             | 0                 | 0                  | 1     |
| 5    | Union soviétique | 0             | 2                 | 0                  | 2     |
| 6    | Bulgarie         | 0             | 1                 | 0                  | 1     |
| 6    | Roumanie         | 0             | 1                 | 0                  | 1     |
| 8    | Japon            | 0             | 0                 | 1                  | 1     |
| 8    | Tchécoslovaquie  | 0             | 0                 | 1                  | 1     |

## Résultats
Toutes les épreuves sont mixtes.
| Épreuves                       | Or                        | Argent                       | Bronze                       |
| 300 m carabine trois positions | Gary Anderson 1153 pts.   | Shota Kveliashvili 1144 pts. | Martin Gunnarsson 1136 pts.  |
| 50 m carabine trois positions  | Lones Wigger 1164 pts.    | Velitchko Hristov 1152 pts.  | László Hammerl 1151 pts.     |
| Rifle à 50 m position couchée  | László Hammerl 597 pts.   | Lones Wigger 597 pts.        | Tommy Pool 596 pts.          |
| Pistolet à 50 m                | Väinö Markkanen 560 pts.  | Franklin Green 557 pts.      | Yoshihisa Yoshikawa 554 pts. |
| Pistolet feu rapide à 25 m     | Pentti Linnosvuo 592 pts. | Ion Tripşa 591 pts.          | Lubomír Nácovský 590 pts.    |
| Fosse olympique                | Ennio Mattarelli 198 pts. | Pavel Senichev 194 pts.      | William Morris 194 pts.      |